# 埃迪纳尔多·戈麦斯·佩雷拉
埃迪纳尔多·戈麦斯·佩雷拉（葡萄牙語：Edinaldo Gomes Pereira，1988年8月28日—），简称纳尔多（Naldo），是一名巴西足球运动员。

## 俱乐部生涯
纳尔多在巴西先后效力于圣若昂，庞特普雷塔，克鲁塞罗和格雷米奥等球会。 2013年1月，他加盟意大利足球甲级联赛球队乌迪内斯，但由于欧盟球员名额的限制，他最后和乌迪内斯在西班牙足球甲级联赛的卫星球队格拉纳达签约五年。之后他被租借到意甲球队博洛尼亚，2013年夏季正式加盟乌迪内斯。